# Akumulační nádrž
Akumulační nádrž je zařízení umístěné v topném okruhu. Jde o statické zařízení, jež především s rozvojem obnovitelných zdrojů prošlo mnohými úpravami pro odlišné systémy.
Již z názvu je možné odvodit význam a účel tohoto zařízení. 

## Hlavní přínos akumulační nádrže v systému
- Akumulace (shromažďování a uchovávání) tepla dodaného různými zdroji a využití zásoby pro vytápění i mimo ohřev
- Nepřerušovaný odběr tepla ze zdroje, což je velmi výhodné pro kotle a krby na tuhá paliva, kdy není nutné snižovat výkon a spalování tedy probíhá optimálně
- Uložením tepla do nádrže se snižuje množství zátopů a dohořívání paliva v kotlích a tím se prodlužuje jejich životnost
- Pro solární systémy a tepelná čerpadla umožňuje využívat nižší teplotu vratné vody a tím zvyšovat jejich účinnost
- Možnost využití verze s vnořeným (plovoucím) zásobníkem TUV, kdy dochází k přímému ohřevu užitkové vody od vody topné

Význam akumulační nádrže v topných systémech stále roste, to je dáno jejím přínosem pro efektivitu topného systému. Velmi záleží na velikosti a externím zdroji tepla.
Aby bylo možné teplo uchovávat po dostatečně dlouhou dobu, je nutné ji tepelně izolovat a omezit její tepelné ztráty. Lze použít, minerální vatu, polyuretanovou pěnu, molitan, kaučukovou izolaci a další materiály. Kvůli rozložení tlaků v nádrži je půdorys akumulační nádrže kruhový a tlak působí na stěny rovnoměrně.
Akumulační nádrž slouží k akumulování tepla od konkrétního zdroje. Tím mohou být nejčastěji kotle na tuhá paliva, pyrolytické kotle, solární systémy, ale i tepelná čerpadla, krbové vložky a další zdroje. Primárně se jedná o zdroje tepla nízkopotenciálové či naopak obtížně regulovatelné. Některé typy zásobníků dovolují i kombinování zdrojů.
Tyto nádrže, uváděné na současný trh rovněž pod označením tlakové nádoby, umí teplo uchovat a využít jej následně k vytápění. Nejdůležitějším úkolem akumulační nádrže je tedy přispět k optimalizaci hospodaření.

## Princip akumulační nádrže
Hlavním principem akumulační nádrže je zahřívání vody. Ta se v konstantní teplotě udržuje díky izolační vrstvě. Tato teplá voda může být posléze využita na další vytápění, aniž by bylo nutné sáhnout po dalším tepelném zdroji. V případě potřeby je nádrž schopna naakumulované teplo dodat okamžitě.

## Zapojení akumulační nádrže
Zcela zásadní je především skutečnost, že tento úkon vyžaduje konzultaci s topenářem nebo s projektantem topného systému.
V počátku je nezbytné zkontrolovat vhodné podmínky. To znamená především dodržet teplotu v prostoru v rozmezí 5 až 45 °C. Stejně tak se nádrže nedoporučují do míst s vysokou vzdušnou vlhkostí. Proto nejsou vhodné do koupelen a rekreačních objektů, jako jsou chaty, které nejsou během zimních měsíců obývány.
Samotné zapojení nebývá obtížné a povětšinou využívá dvou okruhů. Okruhem prvním je přiváděna teplá voda, a to vždy, pokud klesne teplota pod stanovenou mez. Druhý okruh se bezprostředně napojuje na zdroj vytápění. Přebytky tepla následně mohou být ukládány do nádrže.
Montáž je nekomplikovaná, byť v ideálním případě vyžaduje součinnost dvou osob. Samotnými dodavateli bývá ovšem preferována varianta montáže odborníkem. Ten navíc může potvrdit zapojení nádrže v záručním listu.
Součástí prvního spuštění topného okruhu by rovněž mělo být vyčištění filtru, neboť může obsahovat nečistoty naplavené z trubek. Následně by již měla celá soustava být plně funkční.